# استیون سی هریسون
استیون سی هریسون (انگلیسی: Stephen C. Harrison؛ زادهٔ ۱ ژانویهٔ ۲۰۰۰) دانشمند در زمینه ایدز اهل ایالات متحده آمریکا است. وی رئیس بخش تحقیقات دینامیک ملوکولی و سلولی مدرسه پزشکی هاروارد، رئیس آزمایشگاه ملوکولی بیمارستان کودکان بوستون و بازرس مؤسسه پزشکی هاورد هیوز است.
وی همچنین برندهٔ جوایزی همچون جایزه لوئیزا گراس هوروویتس شده‌است و عضو فرهنگستان هنر و علوم آمریکا، آکادمی ملی علوم، مجمع فیلسوفان آمریکا، و انجمن پیشبرد علوم آمریکا نیز هست.